# Erigeron glaucus
Erigeron glaucus là một loài thực vật có hoa trong họ Cúc. Loài này được Ker Gawl. mô tả khoa học đầu tiên năm 1815.